# ハインリヒ・シュテーゲマン

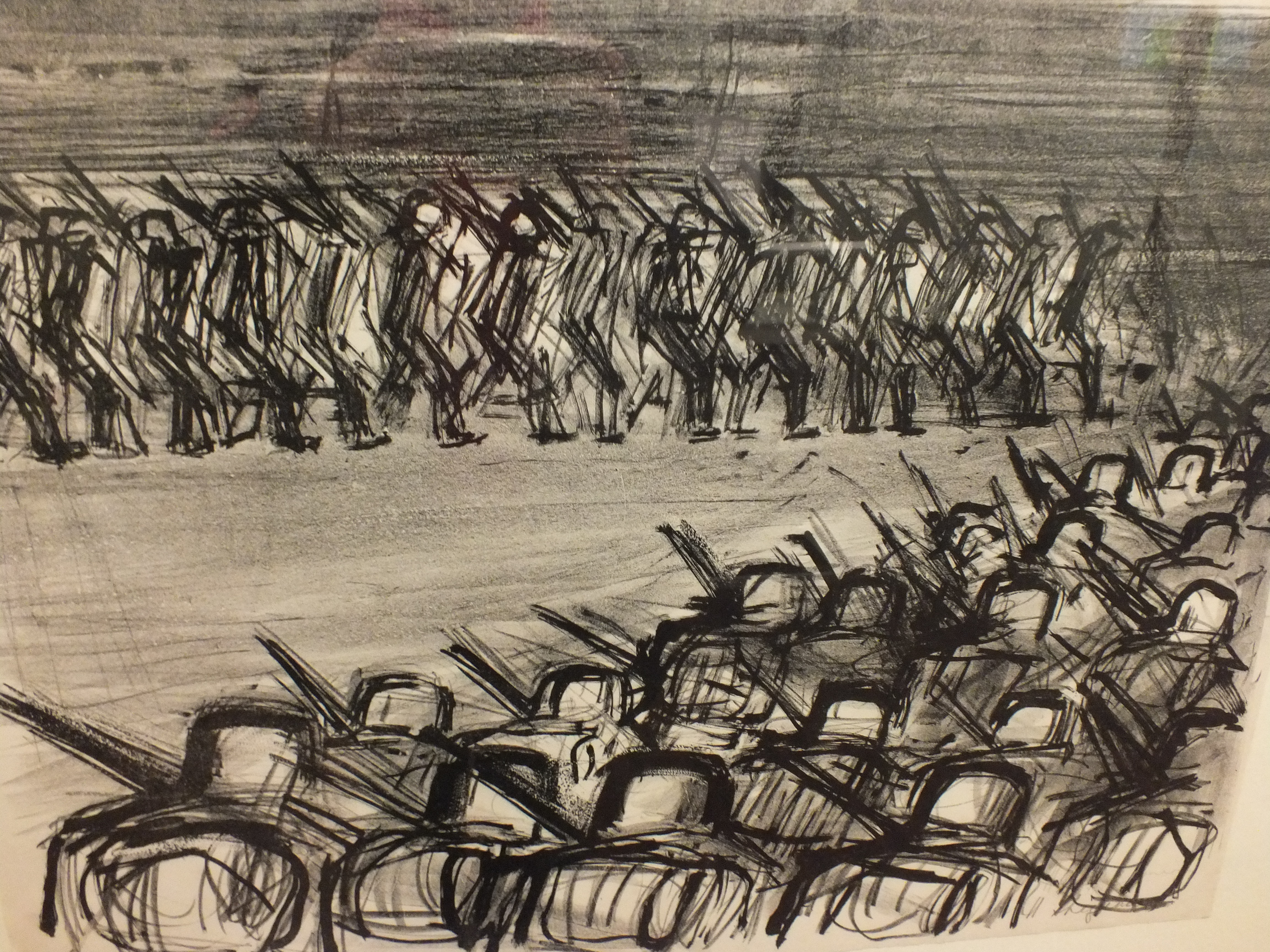
1937年に出版された行進する兵士を描いたシュテーゲマンの版画

ハインリヒ・シュテーゲマン（ドイツ語: Heinrich Stegemann, 1888年9月15日 - 1945年9月2日）は、ドイツの画家、彫刻家である。表現主義のスタイルの作品などを描いた。シュテーゲマンの作品はナチスによって「退廃芸術」に指定された。

## 略歴
ハンブルクでレンガ職人の息子に生まれた。1904年から画家の修行を始め、奨学金を受けて1906年からハンブルク＝アルトナの美術工芸学校（Altonaer Kunstgewerbeschule）でフランツ・ブレースト（Franz Breest: 1871-1931）に学んだ。1909年から1913年の間はヴァイマルの美術アカデミーで学んだ。
その後、イタリアで修行を続けていたが、第一次世界大戦が始まり、26歳のシュテーゲマンは兵士として西部戦線に送られることになった。負傷し、軍病院で治療を受けた後も再び前線に送られ1918年まで前線で戦い、精神的にも強いダメージを受けることになった。戦争による障害が癒えた後、1918年からハンブルクで画家として働いた。1920年に設立されたハンブルク芸術家協会（Hamburgische Künstlerschaft e. V. ）の会員になり、1927年から表現主義の美術家のグループ「Novembergruppe」とドイツ画家協会（Deutscher Künstlerbund）のメンバーとなった。
ドイツでナチスが権力を掌握すると、1936年に帝国造形芸術院は、シュテーゲマンが実行委員を務めるハンブルク芸術家協会の年次絵画報告展覧会の閉会を命令し、1937年の「退廃芸術」のキャンペーンによって、シュテーゲマンの作品は、ベルリン国立美術館やシレジア美術館（Schlesisches Museum der Bildenden Künste）などから押収され、多くは廃却された。画家として生計を立てることが困難になったが、友人などの肖像画の注文を受けて仕事を続けることは許され、それらの個人のコレクションに作品は残され、シュテーゲマンの現存する作品の一部となった。第二次世界大戦におけるハンブルク空襲による火災によっても、シュテーゲマンの多くの作品が失われた。
シュテーゲマンは1945年9月にハンブルクで癌で亡くなった。

## 作品

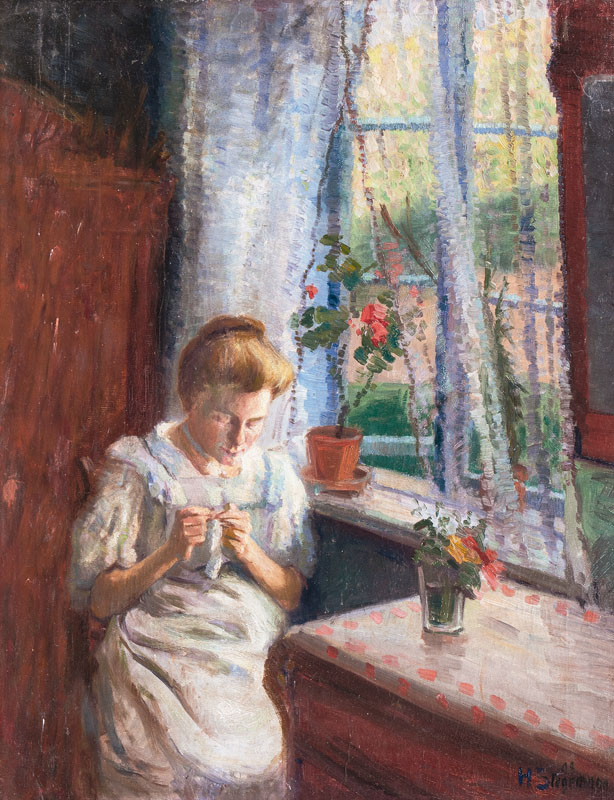
窓際の少女 (1908)
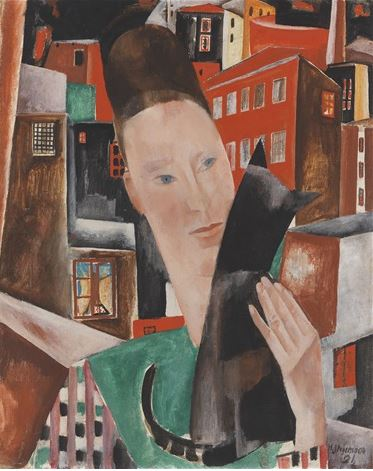
夜中に黒猫を抱く女 (1921)
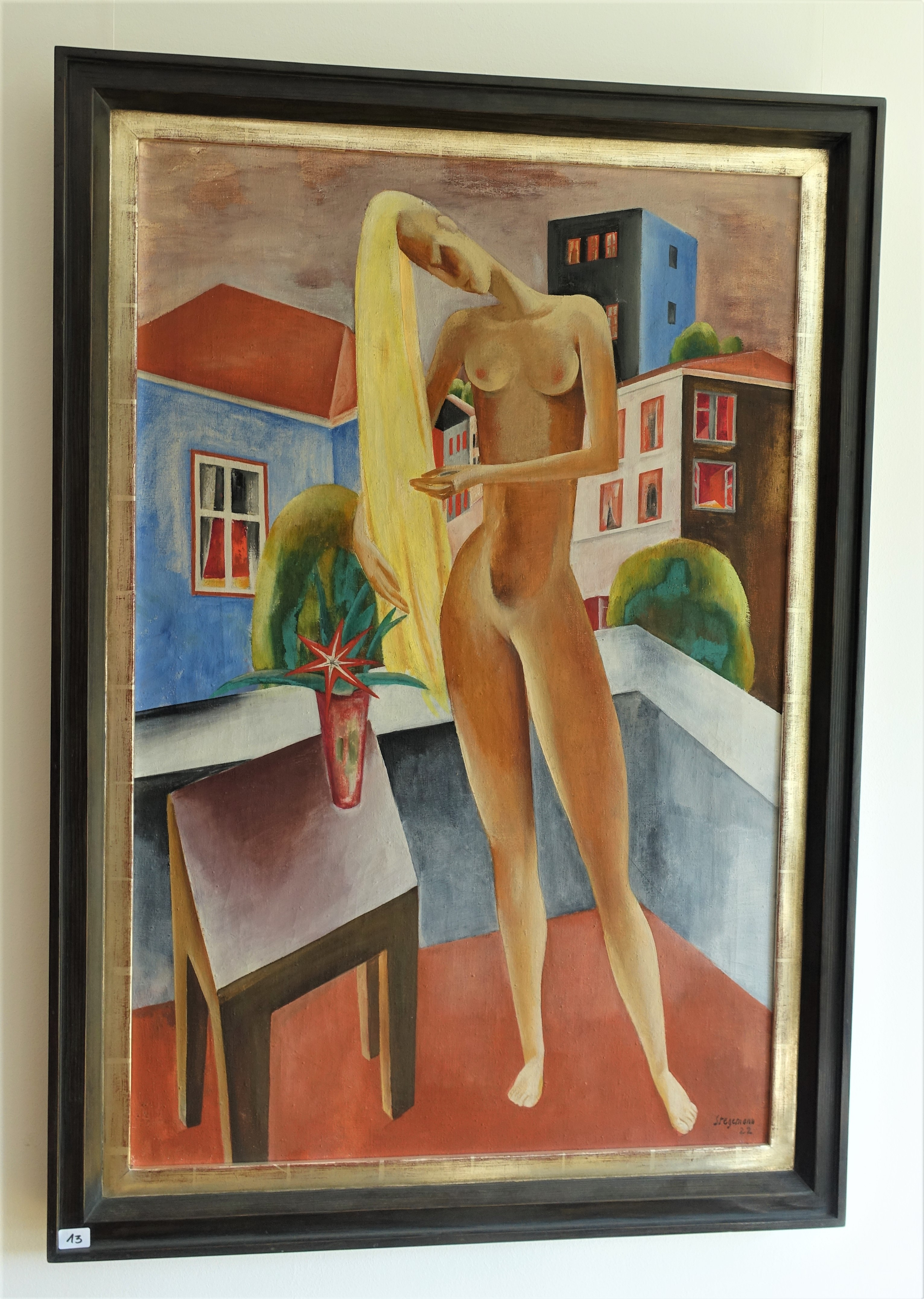
バルコニーの女性　(1922)
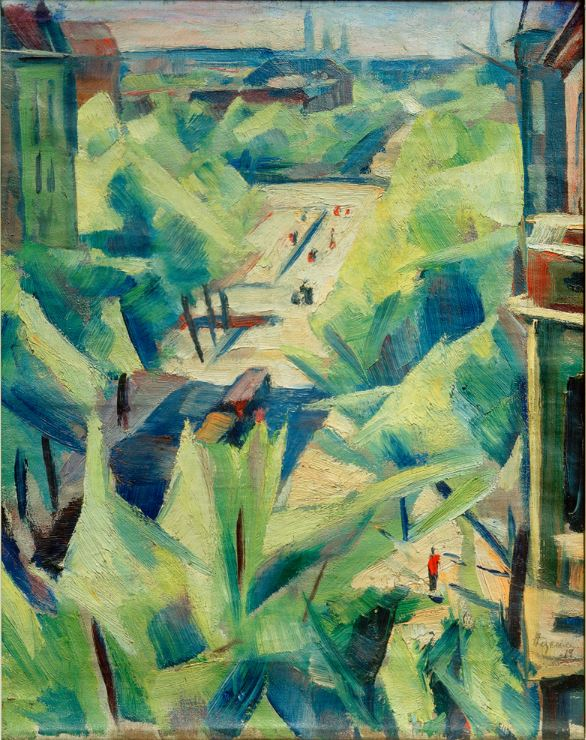
ハンブルクのムンズベルクの堤

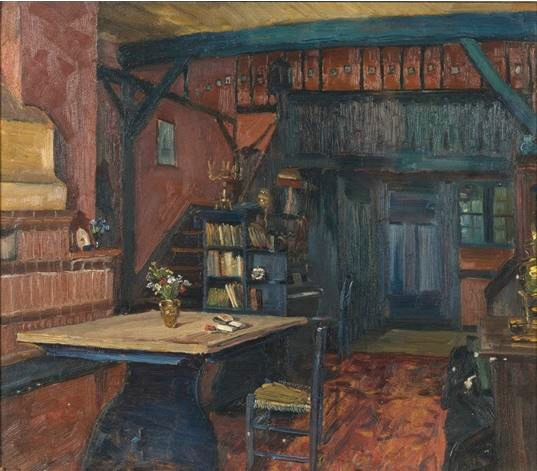
室内 (1920)
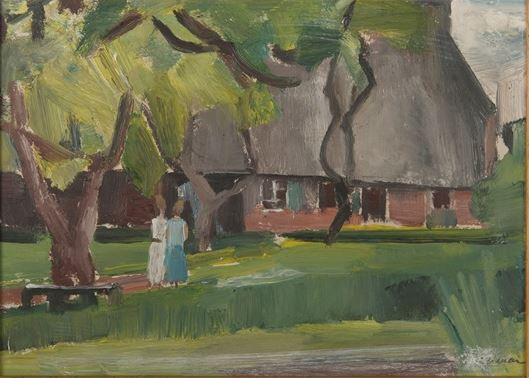
ローレンツホフ(1926)
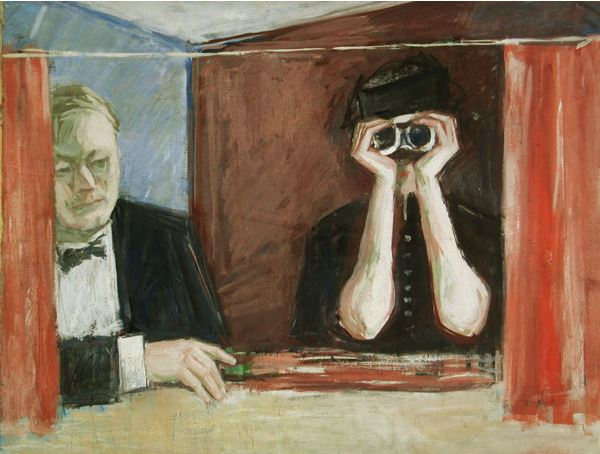
ロッジで (1943)